# Aleksandra Wozniak
Aleksandra Wozniak (Montreal, 7 september 1987) is een professioneel tennisspeelster uit Canada. Volgens haar eigen website spreekt ze vloeiend Frans, Engels en Pools. Wozniak begon met tennis toen zij drie jaar oud was. Haar favoriete ondergrond is gravel. Zij speelt rechtshandig en heeft een tweehandige backhand. Zij was actief in het proftennis van 2005 tot in 2018.

## Loopbaan
Enkelspel – Wozniak wist één WTA-toernooi te winnen: het toernooi van Stanford in 2008. Zij was ook tweemaal verliezend finaliste. Op het ITF-circuit won zij elf titels. Haar beste resultaat op een grandslamtoernooi was het bereiken van de vierde ronde op Roland Garros 2009, waar zij verloor van Serena Williams. Door deze prestatie, alsmede de daarop volgende halve finaleplaats in het WTA-toernooi van Eastbourne, bereikte zij haar hoogste positie op de WTA-enkelspelranglijst: de 21e plaats, op 22 juni 2009. In 2012 nam zij deel aan de Olympische Spelen in Londen – zij versloeg de Nieuw-Zeelandse Marina Erakovic, en bereikte daarmee de tweede ronde.
In het dubbelspel was Wozniak minder actief en won zij geen enkel toernooi, noch bij de WTA noch bij de ITF.
In de periode 2004–2016 maakte Wozniak deel uit van het Canadese Fed Cup-team – zij behaalde daar een winst/verlies-balans van 40–12.

## Posities op deWTA-ranglijst
Positie per einde seizoen:
| jaar | rang enkelspel | rang dubbelspel |
| ---- | -------------- | --------------- |
| 2002 | 569            | 843             |
| 2003 | 878            | –               |
| 2004 | 491            | –               |
| 2005 | 190            | 465             |
| 2006 | 91             | 300             |
| 2007 | 130            | 419             |
| 2008 | 34             | 961             |
| 2009 | 35             | 218             |
| 2010 | 126            | 207             |
| 2011 | 105            | –               |
| 2012 | 43             | 354             |
| 2013 | 280            | 344             |
| 2014 | 132            | –               |
| 2015 | 844            | 925             |
| 2016 | 300            | 1278            |
| 2017 | 300            | 668             |
| 2018 | 1042           | –               |

## Palmares
| Legenda                | Legenda                  |
| ---------------------- | ------------------------ |
| Grandslamtoernooi      |                          |
| Olympische Spelen      |                          |
| Year-End Championships |                          |
| tot 2009               | 2009 – 2020 / vanaf 2021 |
| Tier I                 | Premier Mandatory        |
| Tier II                | Premier Five / WTA 1000  |
| Tier III               | Premier / WTA 500        |
| Tier IV & V            | International / WTA 250  |
|                        | Challenger / WTA 125     |

### WTA-finaleplaatsen enkelspel
| nr.              | finale     | toernooi              | ondergrond | tegenstandster     | score    |         |
| ---------------- | ---------- | --------------------- | ---------- | ------------------ | -------- | ------- |
| gewonnen finales |            |                       |            |                    |          |         |
| 1.               | 2008-07-20 | WTA Stanford          | hardcourt  | Marion Bartoli     | 7-5, 6-3 | details |
| verloren finales |            |                       |            |                    |          |         |
| 1.               | 2007-05-20 | WTA Fez               | gravel     | Milagros Sequera   | 1-6, 3-6 | details |
| 2.               | 2009-04-12 | WTA Ponte Vedra Beach | gravel     | Caroline Wozniacki | 1-6, 2-6 | details |

### Gewonnen ITF-toernooien enkelspel
| nr. | finale     | toernooi   | dotatie  | ondergrond    | tegenstandster in finale | score         |
| --- | ---------- | ---------- | -------- | ------------- | ------------------------ | ------------- |
| 1.  | 2002-06-30 | Lachine    | $10.000  | hardcourt     | Bei'er Ko                | 6-0, 6-3      |
| 2.  | 2005-07-17 | Hamilton   | $25.000  | gravel        | María José Argeri        | 6-1, 6-2      |
| 3.  | 2005-10-16 | Victoria   | $25.000  | hardcourt     | Olga Blahotová           | 2-6, 6-0, 6-4 |
| 4.  | 2005-11-13 | Toronto    | $25.000  | hardcourt (i) | Olena Antypina           | 6-4, 6-3      |
| 5.  | 2006-07-23 | Hamilton   | $25.000  | gravel        | Valérie Tétreault        | 6-1, 6-7, 6-2 |
| 6.  | 2006-10-01 | Ashland    | $50.000  | hardcourt     | Ágnes Szávay             | 6-1, 7-6      |
| 7.  | 2006-11-12 | Pittsburgh | $75.000  | hardcourt )i_ | Viktoryja Azarenka       | 6-2, opg.     |
| 8.  | 2011-08-07 | Vancouver  | $100.000 | hardcourt     | Jamie Hampton            | 6-3, 6-1      |
| 9.  | 2012-03-17 | Nassau     | $100.000 | hardcourt     | Alizé Cornet             | 6-4, 7-5      |
| 10. | 2017-07-23 | Gatineau   | $25.000  | hardcourt     | Ellen Perez              | 7-6, 6-4      |
| 11. | 2017-10-01 | Stillwater | $25.000  | hardcourt     | Marie Bouzková           | 7-5, 6-4      |

## Resultaten grandslamtoernooien
| Legenda | Legenda                          |
| ------- | -------------------------------- |
| g.t.    | geen toernooi gehouden           |
| l.c.    | lagere categorie                 |
| –       | niet deelgenomen                 |
| G       | uitgeschakeld in de groepsfase   |
| 1R      | uitgeschakeld in de eerste ronde |
| 2R      | uitgeschakeld in de tweede ronde |
| 3R      | uitgeschakeld in de derde ronde  |
| 4R      | uitgeschakeld in de vierde ronde |
| KF      | uitgeschakeld in de kwartfinale  |
| HF      | uitgeschakeld in de halve finale |
| F       | de finale verloren               |
| W       | het toernooi gewonnen            |
| w-v     | winst/verlies-balans             |

### Enkelspel
| toernooi        | 2007 | 2008 | 2009 | 2010 | 2011 | 2012 | 2013 | 2014 |    | 2016 |
| --------------- | ---- | ---- | ---- | ---- | ---- | ---- | ---- | ---- | -- | ---- |
| Australian Open | 1R   | –    | 1R   | 1R   | –    | 2R   | –    | –    | –  |      |
| Roland Garros   | 1R   | 3R   | 4R   | 3R   | 2R   | 3R   | –    | 1R   | 1R |      |
| Wimbledon       | 1R   | 2R   | 1R   | 2R   | 1R   | 2R   | –    | 1R   | –  |      |
| US Open         | 1R   | 1R   | 3R   | 1R   | 1R   | 2R   | 2R   | 1R   | –  |      |

### Vrouwendubbelspel
| toernooi        | 2007 | 2008 | 2009 | 2010 |    | 2012 | 2013 |
| --------------- | ---- | ---- | ---- | ---- | -- | ---- | ---- |
| Australian Open | –    | –    | 1R   | 1R   | –  | –    |      |
| Roland Garros   | 1R   | –    | 1R   | 2R   | 2R | –    |      |
| Wimbledon       | –    | –    | 2R   | 2R   | 1R | –    |      |
| US Open         | –    | 1R   | 1R   | –    | 1R | 2R   |      |